# Isoloba bifasciata
Isoloba bifasciata là một loài bướm đêm trong họ Geometridae.